# NGC 3705B
NGC 3705B је лентикуларна галаксија у сазвежђу Лав која се налази на NGC листи објеката дубоког неба.
Деклинација објекта је + 9° 12' 20" а ректасцензија 11h 29m 43,6s. Привидна величина (магнитуда) објекта NGC 3705 износи 15,2 а фотографска магнитуда 16,2.